# Mārkāpur
Mārkāpur är en ort i Indien.   Den ligger i distriktet Prakasam och delstaten Andhra Pradesh, i den södra delen av landet, 1 400 km söder om huvudstaden New Delhi. Mārkāpur ligger 157 meter över havet och antalet invånare är 63 982.
Terrängen runt Mārkāpur är platt. Runt Mārkāpur är det ganska tätbefolkat, med 120 invånare per kvadratkilometer. Mārkāpur är det största samhället i trakten. Trakten runt Mārkāpur består till största delen av jordbruksmark.